# Larry Wos
Larry Wos, all'anagrafe Lawrence Wos (Chicago, 13 luglio 1930 – 21 agosto 2020) è stato un matematico statunitense.
È stato ricercatore presso la Divisione di matematica e informatica dell'Argonne National Laboratory.

## Biografia
Wos ha studiato all'Università di Chicago, conseguendo una laurea nel 1950 e un master in matematica nel 1954, e ha proseguito gli studi di dottorato presso l'Università dell'Illinois - Urbana-Champaign. Entrò in Argonne nel 1957 e iniziò a usare i computer per dimostrare i teoremi matematici nel 1963.
Wos era congenitamente cieco. Era un appassionato giocatore di bocce, il miglior giocatore di bocce cieco degli Stati Uniti.
Nel 1982, Wos e il suo collega Steve Winker furono i primi a vincere l'Automated Theorem Proving Prize, assegnato dall'American Mathematical Society. Nel 1992, Wos è stato il primo a vincere l'Herbrand Award per i suoi contributi nel campo della deduzione automatizzata.